# Vaux-sur-Lunain
Vaux-sur-Lunain è un comune francese di 201 abitanti situato nel dipartimento di Senna e Marna nella regione dell'Île-de-France.

## Società

### Evoluzione demografica
Abitanti censiti